# Universale Economica Feltrinelli dal 501 al 600

## Dal n. 501 al n. 600
- I 100 precedenti: Universale Economica Feltrinelli dal 401 al 500

| Universale Economica Feltrinelli |                                 | |                                                  |
|                                  |                                 | |                                                  |
|                                  | Sezione                         | Titolo | Autore                                           |
| 501                              | Poesia                          | Faust e Urfaust, vol. II | Johann Wolfgang von Goethe                       |
| 502                              | Saggi                           | Guida all'educazione del bambino | Allan Fromme                                     |
| 503                              | Saggi                           | Storia dell'Europa moderna, vol. I | David Thomson                                    |
| 504                              | Saggi                           | Storia dell'Europa moderna, vol. II | David Thomson                                    |
| 505                              | Saggi                           | Storia dell'Europa moderna, vol. III | David Thomson                                    |
| 506                              | Noir                            | Galateo del delitto | Alfred Hitchcock (a cura di)                     |
| 507                              | Poesia                          | I sonetti, a cura di Gabriele Baldini | William Shakespeare                              |
| 508                              | Saggi                           | Enciclopedia, o dizionario ragionato delle scienze, delle arti e dei mestieri (1751-1772), parte I                                                                             | Alain Pons (a cura di)                           |
| 509                              | Saggi                           | Enciclopedia, o dizionario ragionato delle scienze, delle arti e dei mestieri (1751-1772), parte II                                                                            | Alain Pons (a cura di)                           |
| 510                              | Varia                           | Sentirsi in forma: piano 5BX per uomini: 11 minuti al giorno - Piano XBX per donne: 12 minuti al giorno. Due serie di esercizi fisici elaborati dalla Royal Canadian air force |                                                  |
| 511                              | Narrativa                       | I sotterranei, prefazione di Henry Miller, introduzione di Fernanda Pivano | Jack Kerouac                                     |
| 512                              | Narrativa                       | La traduzione | Silvano Ceccherini                               |
| 513                              | Memoria                         | Avventure e viaggi di mare: giornali di bordo, relazioni, memorie | Mario Spagnol e Giampaolo Dossena (a cura di)    |
| 514                              | Narrativa                       | Storie e altre storie, a cura di Ivos Margoni | Jacques Prévert                                  |
| 515                              | Poesia                          | Poesie, a cura di Luciana Frezza | Stéphane Mallarmé                                |
| 516                              | Narrativa                       | Bertoldo e Bertoldino, con il Cacasenno di Adriano Banchieri, a cura di Giampaolo Dossena                                                                                      | Giulio Cesare Croce                              |
| 517                              | Narrativa                       | Storie vere del mondo occulto | Kurt Singer (a cura di)                          |
| 518                              | Noir                            | Alfred Hitchcock presenta un programma di crimini puliti | Henry Slesar                                     |
| 519                              | Narrativa                       | Padrone e cane e altri racconti, introduzione di Roberto Fertonani | Thomas Mann                                      |
| 520                              | Saggi                           | Lingua in rivoluzione: saggio | Franco Fochi                                     |
| 521                              | Narrativa                       | De Profundis, introduzione di Jacques Barzun | Oscar Wilde                                      |
| 522                              | Saggi                           | Le avanguardie artistiche del Novecento | Mario De Micheli                                 |
| 523                              | Saggi                           | La Zanzara: cronache e documenti di uno scandalo | Guido Nozzoli e Pier Maria Paoletti              |
| 524                              | Saggi                           | Primavera silenziosa | Rachel Carson                                    |
| 525                              | Biblioteca di classici italiani | Il Giorno | Giuseppe Parini                                  |
| 526                              | Narrativa                       | Il buon soldato Sc'vèik, parti III e IV | Jaroslav Hašek                                   |
| 527                              | Saggi                           | L'anarchia: storia delle idee e dei movimenti libertari | George Woodcock                                  |
| 528                              | Saggi                           | Uomini, tecniche, economie | Carlo Maria Cipolla                              |
| 529                              | Saggi                           | Le origini del fascismo in Italia: Lezioni di Harvard, a cura di Roberto Vivarelli                                                                                             | Gaetano Salvemini                                |
| 530                              | Poesia                          | Poesie, a cura di Luigi de Nardis | François Villon                                  |
| 531                              | Saggi                           | Dizionario di psicoanalisi: tratto dalle opere di Sigmund Freud, prefazione di Theodor Reik                                                                                    | Nandor Fodor e Frank Gaynor (a cura di)          |
| 532                              | Narrativa                       | Un altro mondo | James Baldwin                                    |
| 533                              | Saggi                           | La vita sociale degli animali | Adolf Remane                                     |
| 534                              | Saggi                           | I colloqui, a cura di Gian Piero Brega | Erasmo da Rotterdam                              |
| 535                              | Teatro                          | Il Vicario: dramma in 5 atti, prefazione di Carlo Bo, nota di Erwin Piscator                                                                                                   | Rolf Hochhuth                                    |
| 536                              | Saggi                           | Dizionario degli esploratori e delle scoperte geografiche | Silvio Zavatti                                   |
| 537                              | Biblioteca di classici italiani | Commedie del Cinquecento, 2 voll. | Nino Borsellino (a cura di)                      |
| 538                              | Poesia                          | Opere scelte: poesie, poemi, teatro, a cura di Mario De Micheli | Vladimir Majakovskij                             |
| 539                              | Varia                           | Guida all'ascolto della musica sinfonica | Giacomo Manzoni                                  |
| 540                              | Teatro                          | L'Arialda | Giovanni Testori                                 |
| 541                              | Saggi                           | Il giudaismo: studio storico | Isidore Epstein                                  |
| 542                              | Narrativa                       | Quinto pianeta | Fred Hoyle e Geoffrey Hoyle                      |
| 543                              | Saggi                           | Henry Miller, il sesso, la censura e il "Tropico del Cancro", a cura di Valerio Riva                                                                                           | Henry Miller                                     |
| 544                              | Varia                           | Fatevi i vostri test: manuale basato sui metodi psicologici moderni | William Bernard e Jules Leopold                  |
| 545                              | Poesia                          | Il Prévert di Prévert, a cura di Ivos Margoni e Franca Madonia | Jacques Prévert                                  |
| 546                              | Saggi                           | Sesso e società | Alex Comfort                                     |
| 547                              | Documenti                       | Medicina disumana: documenti del "Processo dei medici di Norimberga" | Alexander Mitscherlich e Fred Mielke (a cura di) |
| 548                              | Saggi                           | Rivoluzione nella rivoluzione?, seguito da America Latina: alcuni problemi di strategia rivoluzionaria                                                                         | Régis Debray                                     |
| 549                              | Varia                           | Il contaminuti: libro di cucina per la donna che lavora | Elena Spagnol                                    |
| 550                              | Memoria                         | La guerra di guerriglia e altri scritti politici e militari | Ernesto Che Guevara                              |
| 551                              | Saggi                           | Il potere: una nuova analisi sociale, introduzione di Mario Dal Pra | Bertrand Russell                                 |
| 552                              | Memoria                         | Scritti, lettere, discorsi: 1920-1967 | Ho Chi Minh                                      |
| 553                              | Poesia                          | Immenso e rosso, a cura di Ivos Margoni e Franca Madonia | Jacques Prévert                                  |
| 554                              | Saggi                           | Leggere meglio! Leggere più in fretta!: nuovo metodo per una lettura efficiente                                                                                                | Manya De Leeuw e Eric De Leeuw                   |
| 555                              | Poesia                          | Opere complete (I canti di Maldoror, poesie, lettere) | Isidore Ducasse                                  |
| 556                              | Narrativa                       | Io che miro il tondo | Don Backy                                        |
| 557                              | Saggi                           | Il medium è il massaggio | Marshall McLuhan                                 |
| 558                              | Saggi                           | Bolivia | Mariano Chavero (a cura di)                      |
| 559                              | Saggi                           | Guerra del popolo, esercito del popolo e La situazione militare attuale nel Viet Nam                                                                                           | Võ Nguyên Giáp                                   |
| 560                              | Saggi                           | Cibernetica per tutti, parte I, a cura di Giampaolo Barosso | Silvio Ceccato                                   |
| 561                              | Saggi                           | La politica dell'esperienza e L'uccello del paradiso | Ronald Laing                                     |
| 562                              | Saggi                           | Il marxismo e la linguistica, prefazione di Giacomo Devoto | Giuseppe Stalin                                  |
| 563                              | Varia                           | Fisiologia illustrata per infermieri | Ann B. McNaught e Robin Callander                |
| 564                              | Documenti                       | Una spia del regime (Carlo Del Re) | Ernesto Rossi (a cura di)                        |
| 565                              | Saggi                           | Citazioni del presidente Mao: il libro delle guardie rosse | Mao Tse-tung                                     |
| 566                              | Narrativa                       | La prossima volta, il fuoco | James Baldwin                                    |
| 567                              | Saggi                           | La vita sessuale dei selvaggi nella Melanesia nord-occidentale, prefazione di Havelock Ellis                                                                                   | Bronisław Malinowski                             |
| 568                              | Saggi                           | Psicologia dei rapporti sessuali | Theodor Reik                                     |
| 569                              | Vite Narrate                    | Sade: profeta dell'erotismo | Gilbert Lely                                     |
| 570                              | Varia                           | Fatevi il vostro oroscopo! | Maria Maitan                                     |
| 571                              | Memoria                         | Il bisturi e la spada: la storia del dottor Bethune | Sydney Gordon e Ted Allan                        |
| 572                              | Memoria                         | Ragazzi negri: testimonianze di teenagers negri sul razzismo americano | Marcello Argilli (a cura di)                     |
| 573                              | Saggi                           | La Persia, modello di un paese in via di sviluppo, ovvero La dittatura del mondo libero, nota di Hans Magnus Enzensberger                                                      | Bahman Nirumand                                  |
| 574                              | Saggi                           | I falsi Adami: storia e mito degli automi | Gian Paolo Ceserani                              |
| 575                              | Saggi                           | Citazioni del presidente Johnson | Lyndon Baines Johnson                            |
| 576                              | Saggi                           | Storia della linguistica dalle origini al XX secolo | Georges Mounin                                   |
| 577                              | Saggi                           | La ribellione degli studenti ovvero La nuova opposizione | Uwe Bergmann                                     |
| 578                              | Saggi                           | Stato e rivoluzione | Lenin                                            |
| 579                              | Poesia                          | Poeti ispanoamericani contemporanei | Marcelo Ravoni e Antonio Porta (a cura di)       |
| 580                              | Memoria                         | Diario del Che in Bolivia | Ernesto Che Guevara                              |
| 581                              | Saggi                           | Dizionario biblico | Giovanni Miegge (a cura di)                      |
| 582                              | Varia                           | Guida pratica allo yoga | James Hewitt                                     |
| 583                              | Memoria                         | Liberazione o morte, ed. italiana a cura di Gian Mario Albani | Padre Camilo Torres                              |
| 584                              | Saggi                           | L'unicita dell'individuo e Il futuro dell'uomo | Peter Brian Medawar                              |
| 585                              | Documenti                       | La lotta del popolo palestinese, introduzione di Guido Valabrega | Carlo Pancera (a cura di)                        |
| 586                              | Documenti                       | La guerriglia in Italia: documenti della resistenza militare italiana | Pietro Secchia (a cura di)                       |
| 587                              | Saggi                           | La trasformazione della democrazia | Johannes Agnoli                                  |
| 588                              | Memoria                         | Autobiografia di una guerriglia: Guatemala, 1960-1968 | Ricardo Ramirez                                  |
| 589                              | Saggi                           | Lo scatenamento della seconda guerra mondiale: uno studio sui rapporti internazionali nell'estate del 1939                                                                     | Walther Hofer                                    |
| 590                              | Saggi                           | La teologia radicale e la morte di Dio | Thomas J. J. Altizer e William Hamilton          |
| 591                              | Saggi                           | Il marxismo, vol. I | Iring Fetscher (a cura di)                       |
| 592                              | Saggi                           | Il marxismo, vol. II | Iring Fetscher (a cura di)                       |
| 593                              | Saggi                           | Il marxismo, vol. III | Iring Fetscher (a cura di)                       |
| 594                              | Memoria                         | Memorie di un rivoluzionario, 2 voll., prefazione di Gino Cerrito | Pëtr Alekseevič Kropotkin                        |
| 595                              | Varia                           | Guida all'ascolto della musica contemporanea | Armando Gentilucci                               |
| 596                              | Narrativa                       | Zapata l'invincibile | Edgcumb Pinchon                                  |
| 597                              | Varia                           | Up il Sovversivo: un fumetto politico, presentazione di Gianbattista Zorzoli                                                                                                   | Alfredo Chiappori                                |
| 598                              | Documenti                       | Il sesso nelle carceri italiane: inchiesta e documenti | Giuseppe Bolino e Alfonso De Deo                 |
| 599                              | Saggi                           | Sui sindacati, gli scioperi, l'economismo | Lenin                                            |
| 600                              | Narrativa                       | La vera storia di Ah Q e altri racconti | Lu Xun                                           |

- I 100 successivi: Universale Economica Feltrinelli dal 601 al 700